# Most (distrikt i Bulgarien)
Most (bulgariska: Мост) är ett distrikt i Bulgarien.   Det ligger i kommunen Obsjtina Kărdzjali och regionen Kărdzjali, i den centrala delen av landet, 210 km sydost om huvudstaden Sofia.